# Målselv
Gmina Målselv (norw. Målselv kommune) – norweska gmina leżąca w okręgu Troms. Jej siedzibą jest wieś Moen.
Målselv zajmuje powierzchnię 3 324,45 km². Czyni ją to 11. norweską gminą pod względem powierzchni. W 2023 roku gminę zamieszkiwały 6782 osoby.